# Attracta
Attracta (in irlandese Naomh Adhracht; VI secolo – VI secolo) è stata una badessa irlandese, ritenuta la prima del monastero di Killaraght; le numerose leggende sorte intorno al suo nome rendono difficile riconoscere gli elementi storici utili a ricostruirne la vita, ma il suo culto è antico e popolare in Irlanda.

## Biografia
Le notizie confuse e leggendarie sulla santa rendono difficile ricostruirne la vita. Le opinioni degli storici divergono anche riguardo all'epoca in cui visse (V, VI o VII secolo).
Secondo una Vita del XII secolo attribuita a un monaco dell'abbazia cistercense di Boyle, sin dalla giovinezza Attracta decise di consacrarsi al servizio di Dio e lasciò la casa paterna per evitare il matrimonio preparatole dai genitori. Consacrò la sua verginità e promise di dedicarsi al servizio dei pellegrini: fissò la sua dimora nei pressi del lago Gara ed eresse un ospizio (Kill Athracta o Killaraght) su un'area all'incrocio di sette strade.
Kill Athracta rimase in attività fino al 1539.
Secondo la Vita tripartita sancti Patricii, invece, tale ospizio fu fondato da san Patrizio, che impose il velo delle vergini ad Attracta e la pose a capo dell'opera.

## Il culto
La tradizione le attribuisce numerosi miracoli: avrebbe sconfitto un animale mostruoso che terrorizzava gli abitanti di Lugna; avrebbe aperto le acque del lago Gara per consentire la ritirata alle truppe di Lugna, accerchiate dall'esercito del Connaught; assieme a san Nateo, avrebbe procurato al re del Connaught il legname per la costruzione della sua reggia e glielo avrebbe consegnata dopo averlo caricato sul dorso di cervi e legato con dei suoi capelli.
È patrona della chiesa di Killaraght e, con san Nateo, della diocesi di Achonry; è titolare di numerose istituzioni.
I martirologi irlandesi la celebravano l'11 aprile, mentre feste secondarie ricorrevano al 9 e all'11 febbraio.
Il suo elogio si legge nel martirologio romano all'11 agosto.